# Tabulocalyx
Tabulocalyx is een geslacht van sponsdieren uit de familie van de gewone sponzen (Demospongiae).

## Soort
- Tabulocalyx pedunculatus Pulitzer-Finali, 1993